# Lujumi Chjvimiani
Lujumi Chjvimiani (en georgiano: ლუხუმ ჩხვიმიანი, 3 de mayo de 1993) es un deportista georgiano que compite en judo.
Ganó una medalla de oro en el Campeonato Mundial de Judo de 2019 y una medalla de oro en el Campeonato Europeo de Judo de 2019. En los Juegos Europeos de Minsk 2019 obtuvo una medalla de oro en la categoría de –60 kg.

## Palmarés internacional
| Campeonato Mundial | Campeonato Mundial  | Campeonato Mundial | Campeonato Mundial |
| Año                | Lugar               | Medalla            | Categoría          |
| ------------------ | ------------------- | ------------------ | ------------------ |
| 2019               | Tokio (Japón)       | Medalla de oro     | –60 kg             |
| Juegos Europeos    |                     |                    |                    |
| Año                | Lugar               | Medalla            | Categoría          |
| 2019               | Minsk (Bielorrusia) | Medalla de oro     | –60 kg             |
| Campeonato Europeo |                     |                    |                    |
| Año                | Lugar               | Medalla            | Categoría          |
| 2019               | Minsk (Bielorrusia) | Medalla de oro     | –60 kg             |